# Gaj (województwo dolnośląskie)
Gaj (niem. Hein) – kolonia w Polsce, położona w województwie dolnośląskim, w powiecie kłodzkim, w gminie Kłodzko.

## Podział administracyjny
W latach 1975–1998 miejscowość administracyjnie należała do województwa wałbrzyskiego.